# Kirsty Yallop
Kirsty Lee Yallop (* 4. November 1986 in Auckland) ist eine neuseeländische ehemalige Fußballspielerin, die von 2004 bis 2017 für die neuseeländische Nationalmannschaft spielte.

## Karriere

### Vereine

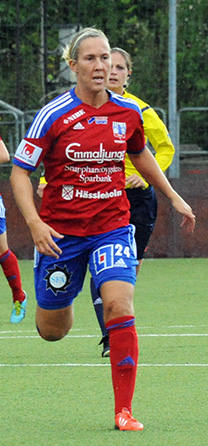
Yallop, 2014 im Trikot von Vittsjö GIK

Yallop wechselte 2009 von Lynn-Avon United  in die USA zu Pali Blues in die USL W-League 2009. Im Jahr darauf wechselte sie in die schwedische Damallsvenskan zu Kristianstads DFF, kehrte aber bald wieder nach Neuseeland zurück und spielte für Fencibles United AFC. Von 2011 bis 2015 spielte sie wieder in Schweden für Vittsjö GIK, zunächst in der Elitettan und nach dem Aufstieg seit 2012 in der Damallsvenskan. Danach folgte ein Abstecher nach Australien zu Brisbane Roar, bevor sie zur Saison 2016 wieder nach Schweden zurückkehrte und für Mallbackens IF spielte. Nach dem Ende der Saison, die Mallbacken auf dem letzten Tabellenplatz abschloss, womit der Verein in die Elitettan abstieg, wechselte sie nach Australien, wo sie im Dezember einen Vertrag bei Melbourne Victory erhielt. Ende Januar 2017 verließ sie Australien und kehrte nach Skandinavien zurück, wo sie in der norwegischen Toppserien bei Klepp IL unterschrieb.

### Nationalmannschaft
Yallop war 2006 Kapitänin der U-20-Mannschaft bei der U-20-WM in Russland, schied aber mit ihrer Mannschaft nach den Gruppenspielen aus. Bereits 2004 spielte sie erstmals für die Neuseeländische Fußballnationalmannschaft der Frauen, sie wurde aber nicht für die WM 2007 berücksichtigt, obwohl sie zusammen mit Nicola Smith Torschützenkönigin der als Qualifikation dienenden Fußball-Ozeanienmeisterschaft der Frauen 2007 war. Ein Jahr später nahm sie mit der neuseeländischen Nationalmannschaft aber an den Olympischen Spielen in Peking teil. Auch dort schied Neuseeland bereits in der Vorrunde aus. Sie nahm dann zwar nicht an den folgenden Ozeanienmeisterschaften teil, wurde aber für die WM 2011 nominiert, allerdings nur in einem der drei Gruppenspiele eingesetzt. 2012 nahm sie dann mit der neuseeländischen Nationalmannschaft wieder an den Olympischen Spielen in London teil, wo Neuseeland erstmals die Vorrunde überstand. Im Viertelfinale kam dann aber das Aus gegen den späteren Olympiasieger USA. Am 14. Mai 2015 wurde sie in den Kader für die WM 2015 berufen. Sie kam nur im letzten Gruppenspiel gegen China zu einem einminütigen Einsatz, schied mit ihrer Mannschaft dann nach der Vorrunde aus. Auch für die Olympischen Spiele 2016 wurde sie nominiert.
Am 28. Juli 2016 machte sie beim letzten Test vor den Spielen ihr 100. Länderspiel beim 4:1 gegen Südafrika, dem höchsten Sieg einer ozeanischen gegen eine afrikanische Mannschaft. Bei den Olympischen Spielen kam sie nur zu einem Kurzeinsatz, als sie beim 0:2 gegen Titelverteidiger USA in der 71. Minute eingewechselt wurde. 2017 hatte sie noch einen Einsatz beim Zypern-Cup und zwei Freundschaftsspielen gegen die USA im September.

## Privatleben
Im Februar 2019 heiratete sie die australische Nationalspielerin Tameka Butt, mit der sie auch bei Klepp zusammen spielte, und die ihren Namen annahm.